# Кровь для Дракулы
«Кровь для Дракулы» (англ. Blood for Dracula) — фильм ужасов, снятый в 1974 году Полом Моррисси. Продюсерами фильма выступили Энди Уорхол, Эндрю Браунсберг и Жан Янн. В ролях — Джо Даллесандро, Удо Кир, Витторио Де Сика. Роман Полански сыграл в фильме самого себя.

## Сюжет
В начале 1920-х годов, больной и умирающий граф Дракула, чтобы выжить должен выпить невинной крови. По замыслу своего слуги Антона, граф едет из Трансильвании в Италию, считая, что больше шансов найти девственницу в католической стране. В это время вся семья Дракулы вымерла по двум причинам: первой причиной было отсутствие нетронутых в их родных землях, второй — репутация отпугивала женщин от их замка. Сразу по прибытии Дракула познакомился с маркизом Ди Фиоре, обанкротившимся землевладельцем, который имел четырёх дочерей и желал их выдать за богатого аристократа. Из четырёх, две дочери регулярно пользуются интимными услугами разнорабочего-марксиста Марио, который верит в социалистическую революцию в Италии. Младшая и самая старшая дочери девственницы, последняя уже считается старой девой, а младшей всего 14 лет. Убедившись, что обе дочери девственницы, Дракула пьёт их кровь. Но ему становится только хуже от их «невинной» крови. Граф превращает двух дочерей в своих рабынь. Маркиз Ди Фиоре уезжает из Италии, чтобы расплатиться с долгами. Марио узнаёт, что Дракула вампир и его намерения относительно сестёр Ди Фиоре. Рассказывает об этом маркизе Ди Фиоре. Дракула превращает в вампира старшую сестру. Маркиза в схватке со слугой вампира Антоном умирает, успев его застрелить. Марио убивает Дракулу и старшую сестру, и становится де-факто хозяином и управляющим недвижимостью.

## В ролях
| Актёр            | Роль                 |
| ---------------- | -------------------- |
| Джо Даллесандро  | рабочий Марио Балато |
| Удо Кир          | граф Дракула         |
| Витторио Де Сика | маркиз Ди Фиоре      |
| Максим МакКендри | маркиза Ди Фиоре     |
| Арно Юиргинг     | служащий графа Антон |
| Милена Вукотич   | Эсмиралда            |
| Доминик Дэрел    | Сафирия              |
| Стефания Казини  | Рубина               |
| Сильвия Дионисио | Перия                |
| Роман Полански   | мужчина в таверне    |